# Brigitte Kraemer
Brigitte Kraemer (* 9. Januar 1954 in Hamm) ist eine deutsche Fotokünstlerin.

## Leben und Werk
Von 1971 bis 1973 absolvierte Kraemer eine Ausbildung als Gehilfin in wirtschafts- und steuerberatenden Berufen, an die sich eine Tätigkeit als Steuergehilfin bis 1975 anschloss. Von 1975 bis 1976 studierte sie zunächst an der Fachoberschule für Gestaltung in Münster, von 1976 bis 1982 an der Universität-Gesamthochschule Essen, Folkwangschule für Gestaltung den Studienzweig Visuelle Kommunikation. Im Jahr 1982 examinierte sie mit dem akademischen Grad als Diplom-Designerin im Studiengang Layout bei Willy Fleckhaus und Hans Nienheysen, im Studiengang Fotografie bei Angela Neuke.
Von 1983 bis 1991 war sie Gesellschafterin der Fotografenagentur Antrazit. Seit 1995 ist sie Mitglied in der Deutschen Gesellschaft für Photographie. In den Jahren 1997 und 1998 hatte sie einen Lehrauftrag an der Universität-Gesamthochschule Essen.
Seit 1982 lebt und arbeitet sie als freie Fotografin in Herne. Sie ist die Frau des Malers Jürgen Grislawski.
Eine Fotoserie findet sich als Dauerausstellung im Ruhr Museum auf der ehemaligen Zeche Zollverein, Essen.

## Stipendien
- 1985 Arbeitsstipendium der Kulturstiftung Ruhr: „Ausländer im Ruhrgebiet“
- 1989 Stern Stipendium für Reportagefotografie über: „Pommesbuden im Ruhrgebiet“
- 2003 Projektförderung der VG Bild-Kunst für die Dokumentation über das Friedensdorf International in Oberhausen: „Friedensengel“
- 2004 Projektförderung beim Fotoprojekt Emscher Zukunft des Ruhr Museum in Essen: „Leben auf der Insel“
- 2007 Projektförderung beim Fotoprojekt Emscher Zukunft des Ruhr Museum in Essen: „Inselbewohner“
- 2008 Projektförderung beim Fotoprojekt Emscher Zukunft des Ruhr Museum in Essen: „Emscher-Insel-Kanal“
- 2008 Projektförderung der VG Bild-Kunst für die Dokumentation „Im guten Glauben. Religiöse Vielfalt in NRW“
- 2011 Projektförderung der VG Bild-Kunst für die Dokumentation „Frauen im Frauenhaus“
- 2015 Projektförderung der VG Bild-Kunst für die Dokumentation „Zuwanderer und Flüchtlinge“

## Preise
- 1988 Auszeichnung beim European Kodak Award für die Reportage „Die Droge der Armen“, Lösungsmittelschnüffler in Berlin-Kreuzberg
- 1993 Sonderpreis beim Emma-Fotowettbewerb für die Reportage: „Frauen im Frauenhaus Herne“
- 1999 Dritter Preis beim Fotowettbewerb des Landes Niedersachsen: „Altern in der Migration“
- 2004 Erster Preis beim Wettbewerb „Eile und Weile. Wettbewerb zur Geschichte im Ruhrgebiet“
- 2004 Auszeichnung Hansel-Mieth-Preis für die Stern-Reportage „Auf ein neues Leben“
- 2005 LeadAward Gold, Foto des Jahres für die Fotografie „Francesco“ aus der Stern-Reportage „Auf ein neues Leben“
- 2005 LeadAward Silber, für die Stern-Reportage „Auf ein neues Leben“
- 2005 nominiert für den Henri-Nannen-Preis in der Kategorie „Herausragende fotografische Leistung“
- 2005 Auszeichnung beim Art Directors Club für die Stern-Reportage „Auf ein neues Leben“
- 2008 Sieger Deutscher Fotobuchpreis 2008 des Börsenvereins des Deutschen Buchhandels für den Bildband „Mann und Auto“
- 2014 Sonderpreis in der Kategorie „Kontinuität“ beim 6. Geschichtswettbewerb im Ruhrgebiet, Forum Geschichtskultur an Ruhr und Emscher e.V.; Deutscher Fotobuchpreis, Nominiert 2015, für das Fotobuch „Auf der Schwelle“

## Einzelausstellungen (Auswahl)
- 1984 Galerie Zydikat, Berlin
- 1987 Galerie Grauwert, Hamburg
- 1988 Galerie Grauwert, Hamburg
- 1989 Galerie Nei Liicht, Luxemburg
- 1991 Galerie im Schollbrockhaus, Herne
- 1992 Galerie am Hauptmarkt; Museum der Stadt Gotha; Aspekte Galerie, München; Kaue der ehemaligen Zeche Wilhelmine Victoria, Gelsenkirchen
- 1993 Haus am Grünen Ring, Herne; Stadtmuseum Waldkraiburg
- 1994 Vestisches Museum, Recklinghausen; Museum Bochum – Kunstsammlung
- 1995 Rathaus Viernheim
- 1996 Museum Lorsch
- 1997 Museum für Kunst und Kulturgeschichte Dortmund
- 1998 Rheinisches Industriemuseum Oberhausen; Haus am Grünen Ring, Herne, Wakefield Art Gallery, England
- 1999 Rheinisches Industriemuseum Solingen
- 2000 Westfälisches Industriemuseum Zeche Hannover, Bochum
- 2001 Rheinisches Industriemuseum Oberhausen
- 2003 „Kunst im Krankenhaus“, Malteser Krankenhaus St. Anna, Duisburg
- 2004 Vestisches Museum, Recklinghausen
- 2005 Arte Artesanía, Sóller, Mallorca; Westfalenbank, Bochum
- 2006 Westfälisches Industriemuseum Schiffshebewerk Henrichenburg
- 2007 Künstlerzeche „Unser Fritz“ 2/3, Herne; Freelens Galerie, Hamburg; Maschinenhaus Zeche Carl, Essen
- 2008 Deutsches Technikmuseum Berlin; Rheinisches Industriemuseum Solingen
- 2009 Westfälisches Industriemuseum Zeche Hannover, Bochum; Ruhrtriennale in der Jahrhunderthalle Bochum
- 2010 Stiftung Mercator, Essen
- 2012 Heilig-Kreuz-Kirche, Gelsenkirchen
- 2013 Evangelische Stadtkirche St. Georg, Lünen; Westfälisches Industriemuseum Zeche Hannover
- 2014 Ottilie-Schoenewald-Weiterbildungskolleg, Bochum
- 2015 Industriemuseum Zeche Nachtigall, Witten; Martaforum, Herford
- 2016 „Auf der Schwelle – Leben im Frauenhaus“, Martaforum, Herford; Ludwig Galerie Schloss Oberhausen; „Reif für die Insel – Fotografien von Mallorca“, Westfälisches Industriemuseum Schiffshebewerk Henrichenburg; „Fotografien von 1985 bis heute …“, Ludwig Galerie Schloss Oberhausen
- 2017 „Reif für die Insel – Fotografien von Mallorca“, Westfälisches Industriemuseum Schiffshebewerk Henrichenburg; „Das grosse Warten – Flüchtlinge in Deutschland“, Westfälisches Industriemuseum Ziegelei, Lage; Westfälisches Industriemuseum Zeche Hannover, Bochum; „Auf der Schwelle – Leben im Frauenhaus“, Stadthaus Buxtehude; Kreishaus Bergisch Gladbach; Bürgerzentrum Remise, Halle (Westf.)
- 2018 „Das grosse Warten – Flüchtlinge in Deutschland“, Wissenschaftspark Gelsenkirchen; „Auf der Schwelle – Leben im Frauenhaus“, Kiel und Lörrach; „Reif für die Insel – Fotografien von Mallorca“, Museum Tuch + Technik Neumünster; „Laden und Löschen – von der Sackkarre bis zum Container“, Westfälisches Industriemuseum Schiffshebewerk Henrichenburg

## Publikationen (Auswahl)
- Berlin Kreuzberg – die 1980er Jahre. FotoArt, 2017, ISBN 978-3-9818410-4-6.
- Camper – Campingplätze an Rhein, Lippe und Ruhr. FotoArt, 2017, ISBN 978-3-9818410-3-9.
- Das grosse Warten – Flüchtlinge in Deutschland. FotoArt, 2016, ISBN 978-3-9818410-2-2.
- Mallorca – Die Insel der Stille. FotoArt, 2016, ISBN 978-3-9818410-1-5.
- Mallorca – Die Partyinsel. FotoArt, 2016, ISBN 978-3-9818410-0-8.
- Auf der Schwelle Klartext Verlag, Essen 2014, ISBN 978-3-8375-1138-3.
- Im guten Glauben. Klartext Verlag, Essen 2010, ISBN 978-3-8375-0345-6.
- Camper an der Ruhr. Stern
- Dessouspartys. Stern
- Türkische Gärten. Zeit Magazin
- Frauen im Frauenhaus. konkret
- Berlin Kreuzberg. Lufthansa's Germany
- Bergarbeiterstreik in England. Der Spiegel
- Diakonissen. Zeit Magazin
- Frauen beim Bundesgrenzschutz. Stern
- Friedensdorf International. Stern
- Mann und Auto. Stern; Klartext Verlag, Essen 2007, ISBN 978-3-89861-658-4.
- Hindufesival Hamm-Uentrop. Stern
- Kinderprostitution in Thailand. Brigitte
- Kinder aus Afghanistan. Max
- Mädchen auf Trebe. Stern
- Pommesbuden im Revier. Stern
- Damenstift. Zeit Magazin
- Frauen mit Kindern im Knast. Der Spiegel
- Gewalt an der Karnaper Hauptschule. Der Spiegel
- Schauspielhaus Bochum. zwanzigzehn Magazin
- Riten im Revier. zwanzigzehn Magazin
- Die Hindus von Hamm. Stern
- Am Kanal. Klartext Verlag, Essen 2005, ISBN 3-89861-468-9.
- Friedensengel. Klartext Verlag, Essen 2004, ISBN 3-89861-293-7.